# مالورن (آرکانزاس)
مالورن (آرکانزاس) (به انگلیسی: Malvern, Arkansas) یک شهر در ایالات متحده آمریکا با جمعیت ۱۰٬۳۱۸ نفر است که در آرکانزاس واقع شده‌است.

## موقعیت جغرافیایی
موقعیت جغرافیایی شهرها و مناطق اطراف به شرح زیر است: